# Heliconia collinsiana
Heliconia collinsiana là một loài thực vật có hoa trong họ Heliconiaceae. Loài này được Griggs mô tả khoa học đầu tiên năm 1903.

## Hình ảnh

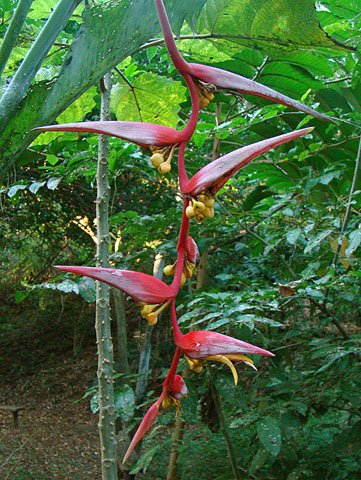
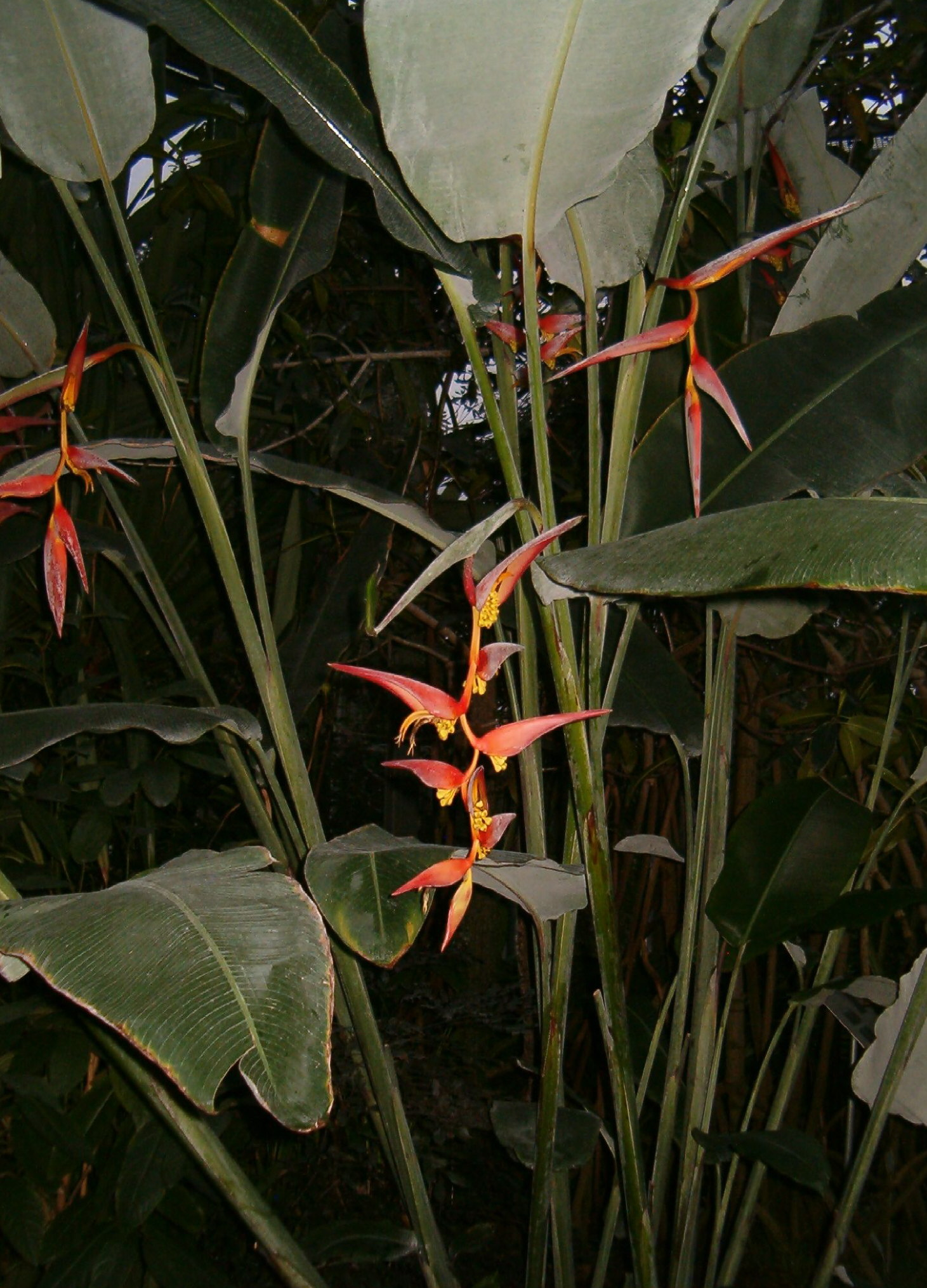
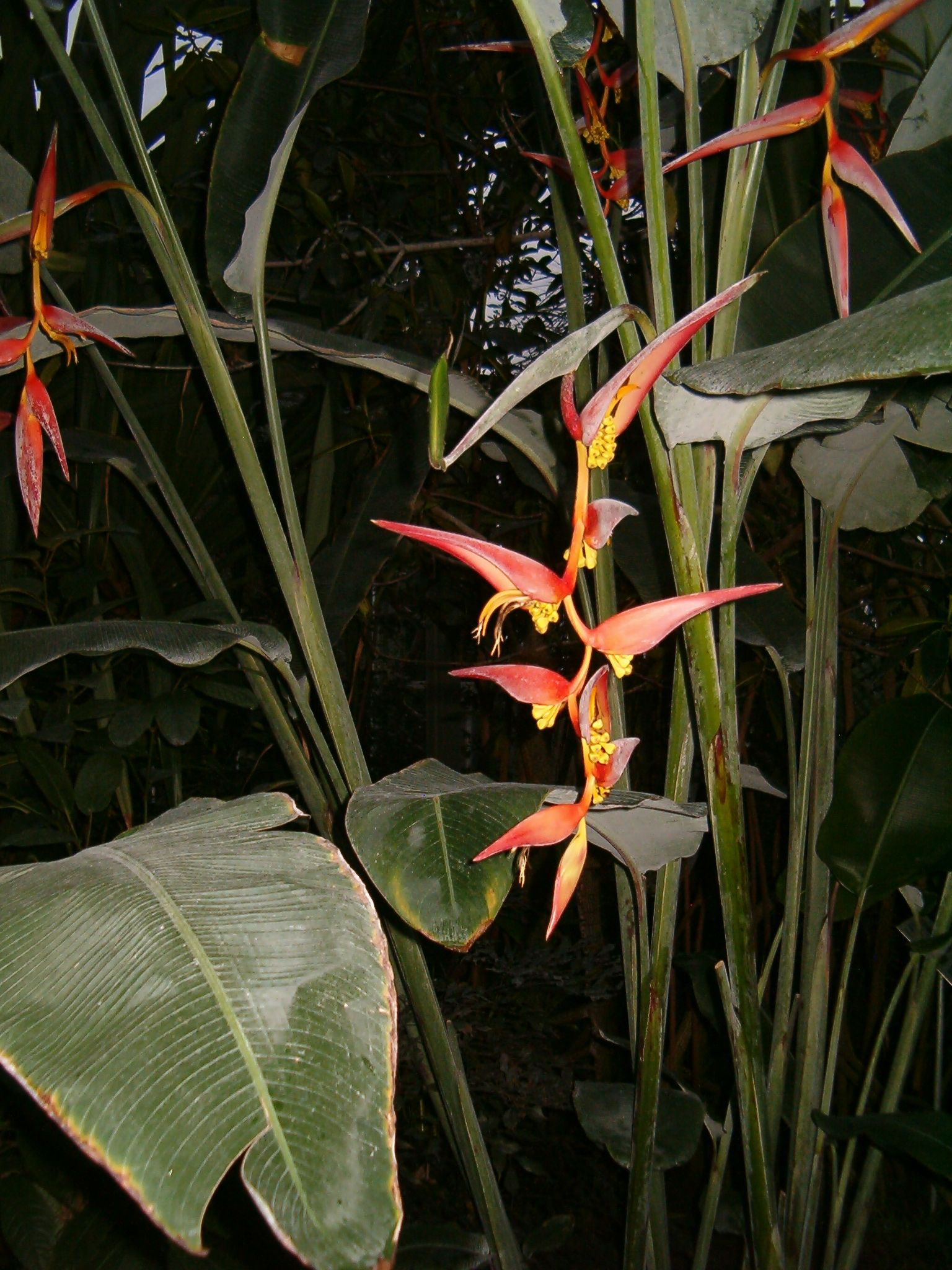
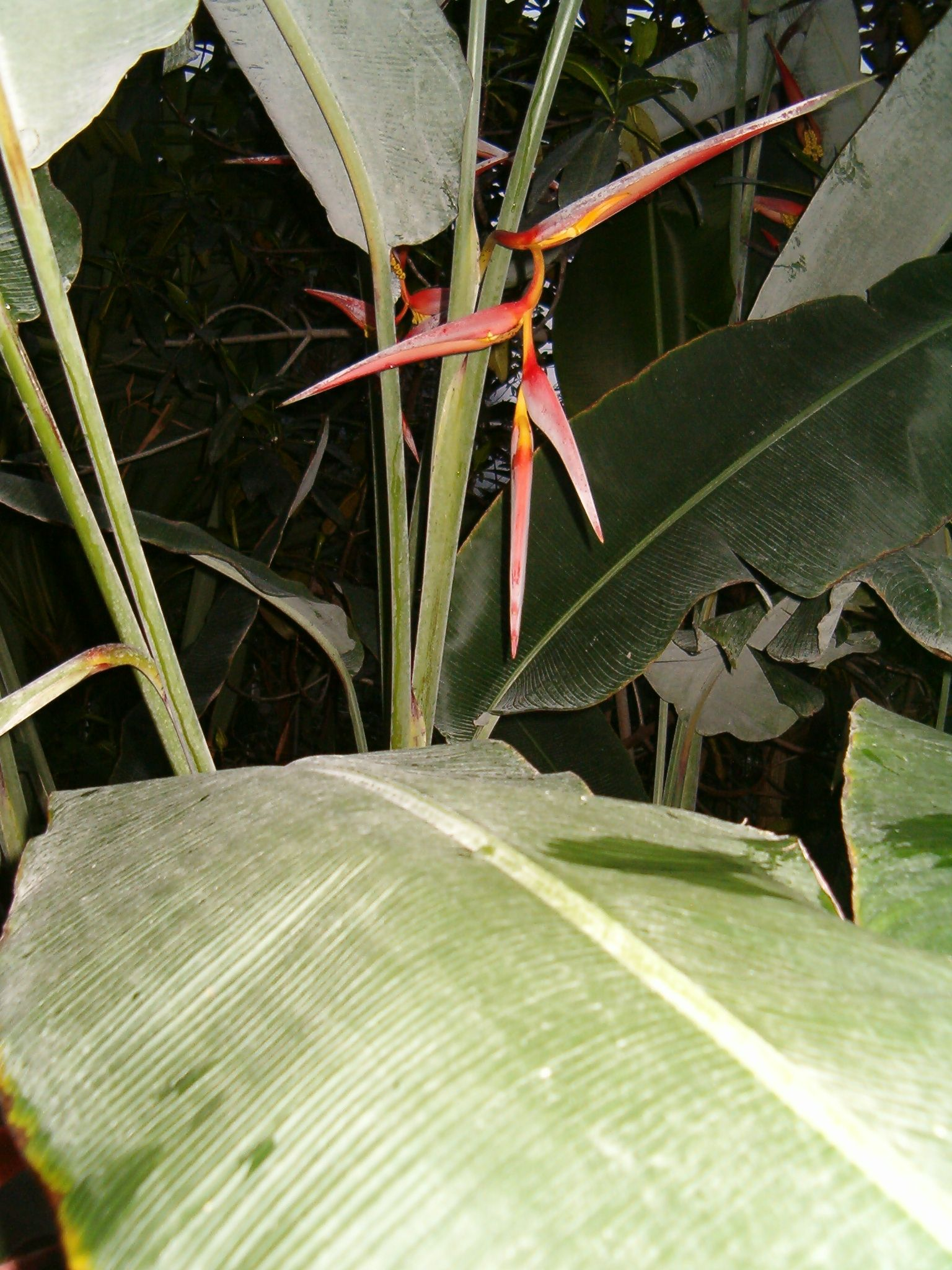